# UA (chanteuse)
Pour les articles homonymes, voir UA.
UA (ɯːa) est le nom de scène de la chanteuse pop et actrice japonaise Kaori Shima (嶋 歌織, Shima Kaori), née le 11 mars 1972 à Suita dans la préfecture d'Osaka au Japon, qui débute en 1995. Son pseudonyme est un mot swahili signifiant « fleur » ou « meurtre ». Elle épouse l'acteur Jun Murakami en 1996, devient mère de l'acteur Nijiro Murakami. mais divorce en 2006. En plus de ses albums en solo, elle enregistre aussi des disques avec le groupe Ajico qu'elle forme avec Kenichi Asai du groupe Blankey Jet City en 2000 et 2001. En 2002, elle tient le rôle principal féminin dans le film La Femme d'eau (Mizu no onna) de Hidenori Sugimori, au côté de Tadanobu Asano. Elle revient au cinéma en 2007 dans le film Dai Nipponjin de Hitoshi Matsumoto, avec Hitoshi Matsumoto et Riki Takeuchi.

## Discographie

### Singles
- HORIZON (1995.6.21)
- COLONY (1995.9.21)
- 太陽手に.は心の両手に (1996.2.21)
- 情熱 (1996.6.21)
- リズム (1996.9.24)
- 雲がちぎれる時 (1996.11.21)
- 甘い運命 (1997.2.21)
- 悲しみジョニー (1997.10.22)
- ミルクティー (1998.2.25)
- 歪んだ太陽 (1998.5.21)
- 数え足りない夜の足音 (1998.11.26)
- スカートの砂 (1999.4.28)
- プライベートサーファー (1999.9.22)
- 閃光 (2002.7.24)
- DOROBON (2002.12.18)
- Lightning (2004.3.3)
- 踊る鳥と金の雨 (2004.5.26)
- 黄金の緑／Love scene (2007.5.2)
- 2008 (2008.12.17)

### Albums
- Petit (1995.10.21) (mini-album)
- 11 (1996.10.23)
- Fine feathers make fine birds (1997.4.23) (live)
- Ametora (アメトラ) (1998.4.22)
- Turbo (1999.10.27)
- Dorobō (泥棒) (2002.9.19)
- Sora no Koya (空の小屋) (2003.4.23) (live)
- Sun (2004.3.24)
- Breathe (2005.3.30)
- Golden green (2007.6.20)

### Compilations
- Illuminate 〜the very best songs〜 (2003.9.17)

## Filmographie
- 2002 : La Femme d'eau (Mizu no onna) de Hidenori Sugimori
- 2007 : Dai Nipponjin de Hitoshi Matsumoto